# Enrique del Pozo
Enrique del Pozo Parrado Coslada (Madrid, 22 de mayo de 1957) es un actor, cantante y colaborador televisivo español. Fue célebre durante su juventud por ser el integrante del dúo musical Enrique y Ana hasta 1983, año en el que este se disolvió.

## Biografía
Hijo de Juan del Pozo, natural de Albacete, y María del Pilar Parrado, de Coslada, estudió en un internado católico. Con trece años trabaja en el Teatro Marquina dirigido por Antonio Guirau como protagonista de la obra de Rabindranath Tagore El cartero del Rey. A los dieciséis se va con una beca a estudiar arte dramático y baile a Londres donde colabora en un pequeño papel en la película de Ken Russell Mahler. A los diecisiete se traslada a Italia, donde trabaja en la obra de teatro La Zia Nera. Vuelve a España para trabajar haciendo un papel de caballo en la obra de Peter Shaffer Equus junto a José Luis López Vázquez, Juan Ribó y Ana Diosdado en el Teatro de la Comedia de Madrid (1975).
Amigo de Lucía Bosé y Miguel Bosé es en su casa de Somosaguas donde un productor español, representante de Raffaella Carrá, y con una idea de estos (y dentro de la idea también Gino Landi, que acababa de dirigir toda la dirección musical artística de la película Casanova), le proponen grabar un disco de canciones para niños, a través de un dúo que se llamaría Enrique y Ana. Durante nueve años fue un enorme éxito no solo en España, sino también en Hispanoamérica llegando a ser número 1 de ventas de discos en todos los países.
Acabada esta etapa en 1984 retoma su carrera en solitario con el disco Eclipse. Lanza un disco en italiano, Milano-Madrid, que le permite hacer varios programas de televisión en Italia.
Desde 1985 Enrique ha participado en varios programas de televisión cantando temas de sus dieciséis discos como Enrique del Pozo. Actuó junto a Rocío Dúrcal en el programa "Las coplas" dirigido y presentado por Carlos Herrera, en El salero junto a Vicky Larraz y presentado por José Manuel Parada en el Festival de Benidorm de 1995 como artista invitado. En ese festival también actuaron Ketama, Sabina, Patty Pravo y Gabinete Caligari entre otros. También participó en el programa de José Luis Moreno en el País Vasco junto a Montserrat Caballé, Nina Simone, y en Luar de la TV gallega entre otros, junto a Isabel Pantoja.
Desde la década de 1990 ha colaborado como contertulio en numerosos programas de televisión y en el año 1992 cantó Un mundo ideal (banda sonora de la película Aladdín) junto con la cantante Michelle.

## Discografía
| Fecha | Disco                                                    |
| ----- | -------------------------------------------------------- |
| 1985  | Enrique 85                                               |
| 1987  | Eclipse                                                  |
| 1991  | Avaricia                                                 |
| 1994  | Aladdin                                                  |
| 1995  | Milano Madrid                                            |
| 1996  | Recuerda (a dúo con Concha Velasco)                      |
| 1996  | V.O.S.                                                   |
| 1998  | Muy personal                                             |
| 2000  | Cruce de caminos                                         |
| 2006  | Doble identidad                                          |
| 2007  | Cuba. Videoclip rodado en La Habana con Edesio Alejandro |
| 2008  | Viva L´Italia a dúo con Simone de Filippis en italiano   |
| 2010  | Patricia-She´s a star.. Vídeo clip rodado en Roma        |
| 2012  | Guantanamera Producción E del Pozo - Dani Cohiba         |
| 2012  | Volare Producción E del Pozo Dany Cohiba                 |
| 2012  | Gayskelly and Spapaggaytti                               |
| 2013  | Eres diferente/Estando Contigo/ Perdóname                |
| 2014  | Patricia                                                 |

## Trayectoria en televisión
- La noche prohibida. Junto a Ivonne Reyes en Antena 3.
- Si yo fuera presidente. Presentado y dirigido por Fernando García Tola en La 1.
- Esta noche cruzamos el Mississippi. Presentado y dirigido por Pepe Navarro en Telecinco.
- La sonrisa del pelícano. Presentado y dirigido por Pepe Navarro en Antena 3.
- Crónicas marcianas. Presentado y dirigido por Javier Sardà en Telecinco.
- Día a día. Presentado por María Teresa Campos en Telecinco.
- Cada día. Presentado por María Teresa Campos en Antena 3.
- Magazine de la tarde'. Presentado por María Teresa Campos en Telecinco.
- Plastic.
- Con T de tarde. Presentado por Terelu Campos en Telemadrid.
- Mirando al mar. Presentado por Cristina Tárrega en Antena 3.
- Magazine de tarde. En ETB (Euskal Telebista).
- La revista. Protagonista junto a Ana Obregón en la comedia musical de TVE en el capítulo "Una rubia peligrosa ".
- A corazón abierto. Presentado por Jordi González en Telecinco.
- Amb el cor a la mà. En Canal Nou.
- Estrellas en el plató. Presentado por Carlos Ferrando en ONO.
- TNT. En Telecinco.
- Aquí hay tomate. Presentado por Jorge Javier Vázquez y Carmen Alcayde en Telecinco.
- Peta-Zetas. Presentado por José Corbacho en Antena 3.
- Paz en la tierra. Presentado por Paz Padilla en Canal Sur.
- La noria. Presentado por Jordi González en Telecinco.
- Tal cual lo contamos. Presentado por Cristina Lasvignes en Antena 3.
- DEC.  Colaborador 2010-2011  Presentado por Jaime Cantizano en Antena 3.
- Informe DEC Colaborador 2010.  Presentado por Jaime Cantizano y Quico Toronji en Antena 3.
- Informe 3   Colaborador 2011.  Presentado por Jaime Cantizano en Antena 3.
- Viva la vida. Colaborador 2021. Presentado por Emma García en Telecinco.
- Supervivientes. Defensor de Rubén Sánchez Montesinos, 2022. Presentado por Jorge Javier Vázquez en Telecinco.

## Otras actividades
- Miradas de cine, Colección Privada Enrique del Pozo. 100 fotos y Comisario Exposición fotográfica del fotógrafo italiano

- Festival Internacional de la Canción de Benidorm (1995 y 1996). Co- organizador del festival.

- Comisario en Casa de vacas (Madrid), Teatro Arriaga (Bilbao), Posada del Potro (Córdoba), Fundación Marbella (Málaga), Valladolid, Mostra de Valencia y Mostra de cine de Peñíscola.

- Exposición fotos y autógrafos en 2007 y 2008 en el Ayuntamiento de Pozuelo de Madrid. Presenta una exposición de fotos y objetos autografiados de artistas, personalidades y figuras del deporte y política llamada Mitos de Papel.

- Los Chicos de la Banda. Obra de teatro en 2001. Gira como protagonista junto a Manuel Bandera en teatro con la obra Los Chicos de la Banda (Boys in the Band), dirigida por Pedro G. de las Heras.

## Filmografía
| Fecha | Película                       | Personaje           | Notas                                                                    |
| ----- | ------------------------------ | ------------------- | ------------------------------------------------------------------------ |
| 1974  | Mahler                         |                     | Ken Russel                                                               |
| 1981  | Las aventuras de Enrique y Ana | Enrique             | Protagonista.                                                            |
| 1988  | El Fantasma de Elvis           |                     | Protagonista con Ágata Lys                                               |
| 2002  | Historia de un beso            |                     | José Luis Garci                                                          |
| 2003  | Los guerreros del apocalipsis  | Voz de Lord Maximus | Protagonista. Film de animación                                          |
| 2007  | La conjura de El Escorial      |                     | De Antonio del Real. Estreno septiembre de 2008                          |
| 2013  | El muro rosa                   |                     | Director, Idea, Guionista, Montaje Productor y coprotagonista Documental |
| 2018  | The Man Behind The Woman       |                     | Director, Idea, Guionista, Montaje Productor y coprotagonista Documental |
| 2019  | Rocambola                      |                     | Productor                                                                |